# Камышеваха (Грушевское сельское поселение)
Камышева́ха — хутор в Аксайском районе Ростовской области.
Входит в состав Грушевского сельского поселения.
Численность населения 328 человек.

## География
Расположен в 15 км (по дорогам) севернее районного центра — города Аксай.
Хутор находится на правом берегу реки Тузлов, у впадения в неё реки Большой Несветай. Западнее хутора проходит граница с Родионово-Несветайским районом области.

### Улицы
- ул. Кривошлыкова
- ул. Подтелкова
- ул. Юности

## История
На территории хутора Камышеваха работает сельский Дом культуры.
В XXI веке территория хутора была газифицирована.

## Население
| 1989 | 2002 | 2010 |
| ---- | ---- | ---- |
| 316  | ↗337 | ↗347 |

## Достопримечательности
Поблизости от территории хутора Камышеваха расположено несколько археологических объектов, которые обладают статусом памятника археологии и имеют местную категорию защиты. Государственная охрана у объектов появилась согласно Решению Малого Совета облсовета №301 от 18 ноября 1992 года.
- Курганный могильник «Камышевахский-2» расположен на юго-юго-западе от хутора Камышеваха на расстоянии 1,7 километров[5].
- Курганный могильник «Камышевахский-3» - памятник археологии, территория которого находится на расстоянии 1,5 километров западнее, северо-западнее хутора Камышеваха[6].
- Курганный могильник «Камышевахский-4» - археологический памятник, территория которого находится на расстоянии 1,5 километров северо-западнее хутора Камышеваха[7].
- Курганный могильник «Камышевахский-5» - памятник археологии. Его территория располагается на 1,3 километра северо-восточнее хутора Камышеваха[8].
- Курганный могильник «Камышевахский-7» - археологический объект, которому присвоен охранный статус. Территория объекта расположена на расстоянии 2,5 километров северо-восточнее окраины хутора Камышеваха[9].
- Курганный могильник «Камышевахский-8» - памятник археологии, расположен на расстоянии 2,2 километров северо-восточнее окраины хутора Камышеваха[10].
- Курганный могильник «Камышевахский-9» - памятник археологии, расположен на 4 километра севернее хутора Камышеваха[11].
- Курганный могильник «Несветай-2» - памятник археологии, который расположен на расстоянии 2,5 километров на северо-северо-запад от хутора Камышеваха и находится на расстоянии 1,6 километров северо-западнее, чем место впадения реки Несветай в реку Тузлов[12].
- Курганный могильник «Несветай-3» - памятник археологии, расположен на расстоянии 3,8 километров северо-северо-западнее хутора Камышеваха[13].
- В погребениях курганных могильников Чеботарёв IV (кург. 2, погр. 1), Чеботарёв V (кург. 1, комплекс I), Камышеваха X (кург. 1, комплекс I), Несветай IV (кург. 3, погр. 1) были найдены бронзовые котлы и их фрагменты которые относятся к различным вариантам типа VI, наиболее широко распространённого в среднесарматское время (I век — первая половина II века)[14].
- Образец DA142 из Камышевахского X могильника (курган 2, погребение 2 (впускное погребение в более ранний сарматский курган)) датируется 618—918 гг. У него определена митохондриальная гаплогруппа J1c5a1 и Y-хромосомная гаплогруппа R1a1a1b2a2-Z2124[15].